# Chris Joseph
Christopher „Chris“ Joseph (* 10. September 1969 in Burnaby, British Columbia) ist ein ehemaliger kanadischer Eishockeyspieler, der im Verlauf seiner aktiven Karriere zwischen 1985 und 2006 unter anderem 541 Spiele für die Pittsburgh Penguins, Edmonton Oilers, Tampa Bay Lightning, Vancouver Canucks, Philadelphia Flyers, Phoenix Coyotes und Atlanta Thrashers in der National Hockey League auf der Position des Verteidigers bestritten hat. In der Deutschen Eishockey Liga war er zwischen 2002 und 2005 für die Adler Mannheim aktiv.

## Karriere
Der 1,83 m große Verteidiger begann seine Karriere bei den Seattle Thunderbirds in der kanadischen Juniorenliga Western Hockey League, bevor er beim NHL Entry Draft 1987 als Fünfter in der ersten Runde von den Pittsburgh Penguins ausgewählt (gedraftet) wurde. 
Noch während seiner ersten NHL-Saison wurde der Linksschütze gemeinsam mit Craig Simpson für Paul Coffey zu den Edmonton Oilers transferiert, für die er die nächsten sechs Jahre auf dem Eis stand und mit denen er 1988 und 1990 den Stanley Cup gewinnen konnte. Immer wieder wurde Joseph jedoch auch bei den Cape Breton Oilers, dem Edmonton-Farmteam in der AHL, eingesetzt. Während der Saison 1993/94 wechselte der Kanadier zu den Tampa Bay Lightning, über die er in der nächsten Spielzeit zurück zu den Pittsburgh Penguins gelangte. 1996 wurde Joseph zu den Vancouver Canucks transferiert, die er nach einem zweijährigen Zwischenspiel bei den Philadelphia Flyers während der Saison 1999/00 in Richtung Phoenix Coyotes verließ. Chris Josephs letzte NHL-Station waren die Atlanta Thrashers, von wo aus er 2001 zu Turun Palloseura in die finnische SM-liiga wechselte.
Zwischen 2002 und 2005 spielte der Defensivmann für den DEL-Rekordmeister Adler Mannheim, seine Karriere beendete Joseph nach der Saison 2005/06 beim italienischen Erstligisten HC Milano Vipers.

## Erfolge und Auszeichnungen
- 1987 WHL West Second All-Star Team
- 2006 Coppa-Italia-Gewinn mit den HC Milano Vipers
- 2006 Italienischer Meister mit den HC Milano Vipers

### International
- 1988 Goldmedaille bei der Junioren-Weltmeisterschaft

## Karrierestatistik

### International
Vertrat Kanada bei:
- Junioren-Weltmeisterschaft 1987
- Junioren-Weltmeisterschaft 1988

(Legende zur Spielerstatistik: Sp oder GP = absolvierte Spiele; T oder G = erzielte Tore; V oder A = erzielte Assists; Pkt oder Pts = erzielte Scorerpunkte; SM oder PIM = erhaltene Strafminuten; +/− = Plus/Minus-Bilanz; PP = erzielte Überzahltore; SH = erzielte Unterzahltore; GW = erzielte Siegtore; 1 Play-downs/Relegation; Kursiv: Statistik nicht vollständig)